# علي حيدر زايدي
سيد علي حيدر زايدي سياسي باكستاني يشغل حاليًا منصب الوزير الاتحادي للشؤون البحرية منذ 11 سبتمبر 2018. وهو عضو في المجلس الوطني الباكستاني منذ أغسطس 2018. وهو رجل أعمال من حيث المهنة ويمتلك شركة لإدارة الأصول والسمسرة.

## الحياة السياسية
انضم إلى حركة الإنصاف الباكستانية في عام 1999.  وترشح لمقعد مجلس مقاطعة السند في الانتخابات العامة لعام 2002 لكنه لم ينجح. وحصل على 2941 صوتا وخسر المقعد أمام نصر الله خان. ثم ترشح لمقعد المجلس الوطني الباكستاني في الانتخابات العامة لعام 2013، لكنه لم ينجح، وحصل على 49622 صوتًا وخسر المقعد أمام عبد الرشيد جودل. في يوليو 2017 اتهمه سليم صافي بالعمل ضد المملكة العربية السعودية ولصالح جماعات الضغط الإيرانية، لكنه رفض المزاعم.
وأخيرا نجح في الانتخابات العامة لعام 2018. وفي 11 سبتمبر 2018 تم تعيينه في الحكومة الفيدرالية لرئيس الوزراء عمران خان وزيراً اتحادياً للشؤون البحرية.